# Retorta
Retorta é uma povoação portuguesa do Município de Vila do Conde que foi sede da extinta Freguesia de Retorta, freguesia que tinha  3,21 km² de área (2012), 1 165 habitantes (2011) e, por isso, uma densidade populacional de 362,9 hab./km².
A Freguesia de Retorna foi extinta em 2013, no âmbito de uma reforma administrativa nacional, tendo sido agregada à Freguesia de Tougues, para formar uma nova freguesia denominada União das Freguesias de Retorta e Tougues.

## População
| População da freguesia de Retorta | População da freguesia de Retorta | População da freguesia de Retorta | População da freguesia de Retorta | População da freguesia de Retorta | População da freguesia de Retorta | População da freguesia de Retorta | População da freguesia de Retorta | População da freguesia de Retorta | População da freguesia de Retorta | População da freguesia de Retorta | População da freguesia de Retorta | População da freguesia de Retorta | População da freguesia de Retorta | População da freguesia de Retorta |
| --------------------------------- | --------------------------------- | --------------------------------- | --------------------------------- | --------------------------------- | --------------------------------- | --------------------------------- | --------------------------------- | --------------------------------- | --------------------------------- | --------------------------------- | --------------------------------- | --------------------------------- | --------------------------------- | --------------------------------- |
| 1864                              | 1878                              | 1890                              | 1900                              | 1911                              | 1920                              | 1930                              | 1940                              | 1950                              | 1960                              | 1970                              | 1981                              | 1991                              | 2001                              | 2011                              |
| 301                               | 315                               | 342                               | 398                               | 447                               | 431                               | 462                               | 607                               | 677                               | 773                               | 828                               | 906                               | 929                               | 1 022                             | 1 165                             |

| Distribuição da População por Grupos Etários | Distribuição da População por Grupos Etários | Distribuição da População por Grupos Etários | Distribuição da População por Grupos Etários | Distribuição da População por Grupos Etários | Distribuição da População por Grupos Etários | Distribuição da População por Grupos Etários | Distribuição da População por Grupos Etários | Distribuição da População por Grupos Etários | Distribuição da População por Grupos Etários |
| -------------------------------------------- | -------------------------------------------- | -------------------------------------------- | -------------------------------------------- | -------------------------------------------- | -------------------------------------------- | -------------------------------------------- | -------------------------------------------- | -------------------------------------------- | -------------------------------------------- |
| Ano                                          | 0-14 Anos                                    | 15-24 Anos                                   | 25-64 Anos                                   | > 65 Anos                                    |                                              | 0-14 Anos                                    | 15-24 Anos                                   | 25-64 Anos                                   | > 65 Anos                                    |
| 2001                                         | 197                                          | 127                                          | 576                                          | 122                                          |                                              | 19,3%                                        | 12,4%                                        | 56,4%                                        | 11,9%                                        |
| 2011                                         | 203                                          | 143                                          | 672                                          | 147                                          |                                              | 17,4%                                        | 12,3%                                        | 57,7%                                        | 12,6%                                        |

Média do País no censo de 2001:  0/14 Anos-16,0%; 15/24 Anos-14,3%; 25/64 Anos-53,4%; 65 e mais Anos-16,4%
Média do País no censo de 2011:   0/14 Anos-14,9%; 15/24 Anos-10,9%; 25/64 Anos-55,2%; 65 e mais Anos-19,0%

## História
Foi integrada no concelho (atual município) de Vila do Conde em 1836 tendo pertencido anteriormente ao concelho da Maia.